# Eulerova síla
Eulerova síla je zdánlivá setrvačná síla vyvolaná zrychleným otáčivým pohybem soustavy. V případě, že úhlová rychlost je konstantní, Eulerova síla vymizí.
Výpočet: {\displaystyle \mathbf {F} _{\mathrm {E} }=-m{\boldsymbol {\varepsilon }}\times \mathbf {r} ,}
kde FE je setrvačná síla, m je hmotnost tělesa, ε je vektor úhlového zrychlení otáčení soustavy, r je vzdálenost (poloměr otáčení) tělesa od osy otáčení a × označuje vektorový součin.